# Jereslavec
Jereslavec je naselje v Občini Brežice. Ime izhaja iz predhodnega gradu Slaunetz. Po pričanju domačinov naj bi v njem živeli dve grofični Jerica in Slavica od tod ime Jereslavec. Leta 1950 naj bi bilo še vedno vidno obzidje in vodnjak. Danes na lokaciji gradu stoji privat domačija. Jereslavec leži na jugovzhodu Slovenije ob meji s Hrvaško približno 12 km od Brežic, vzhodno od glavne ceste Dobova-Bizeljsko. Z zahodne strani je na griču vas Kapele, na drugi strani pa reka Sotla. proti jugu se spuščajo močvirnati travniki Jovsi.

## Prebivalstvo
Etnična sestava 1991:
- Slovenci: 136 (95,1 %)
- Hrvati: 6 (4,9 %)
- Madžari: 0